# 레슬리 베가
레슬리 베가(Leslie Bega, 1967년 4월 17일 ~ )는 미국의 배우이다.
로스앤젤레스에서 태어났다.

## 출연 작품
- 데이팅 게임즈 피플 플레이 (2005년)
- The Last Producer (2000)
- 어게인스트 더 로 (1997년)
- 로스트 하이웨이 (1997년)
- 대통령의 연인 (1995년)
- 미혼모 (1988년)

### 텔레비전
- 헤드 오브 더 클래스 (1986-89)
- CSI: 과학수사대 (2002-03)